# Tawlina

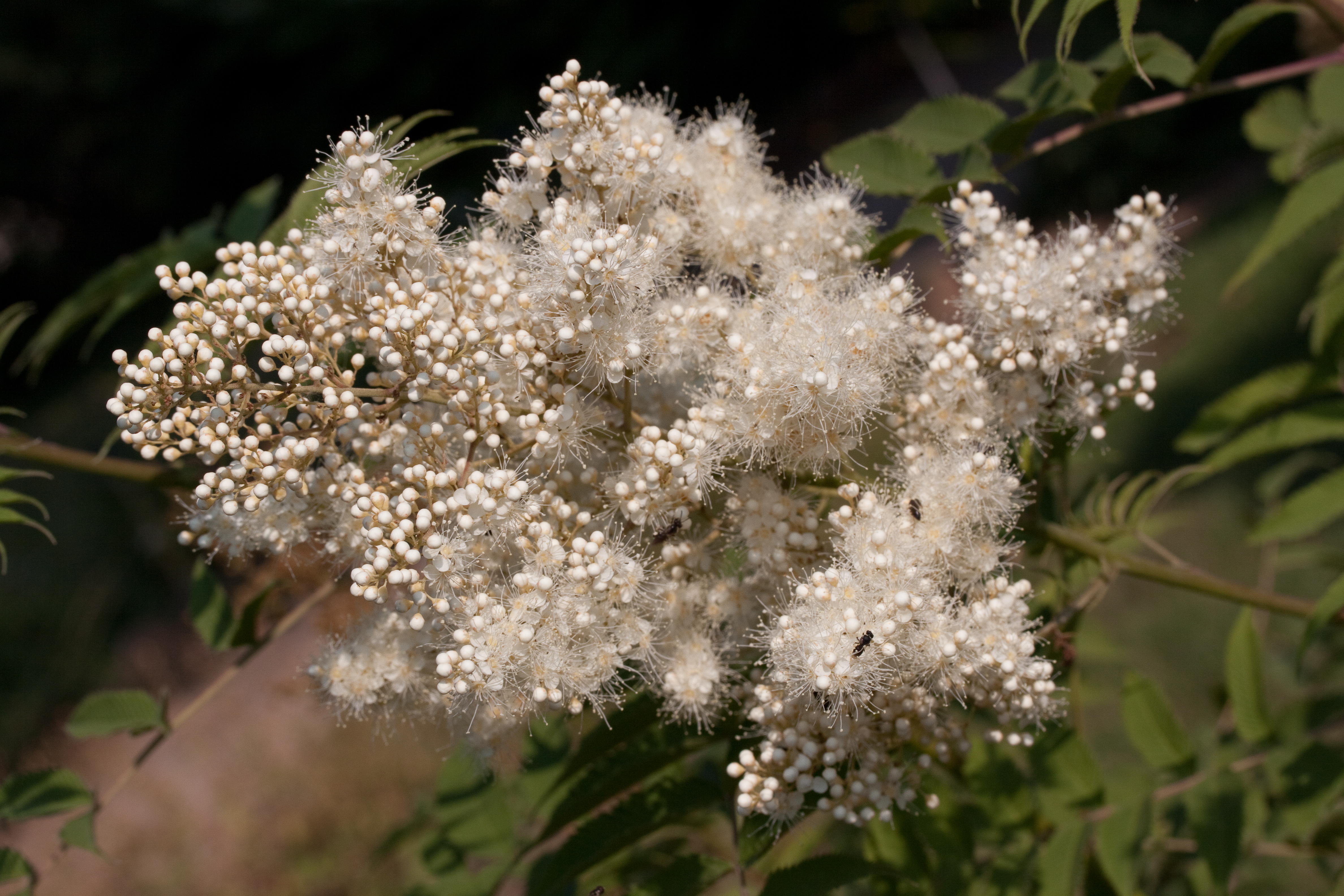
Sorbaria grandiflora

Tawlina (Sorbaria (Ser.) A. Braun) – rodzaj krzewów z rodziny różowatych. W jego skład wchodzi w zależności od ujęcia od 4, 5 do 9 gatunków. S. tomentosa rośnie w Afganistanie, Pakistanie i północnych Indiach, pozostałe gatunki w Chinach, Japonii i na wschodzie Rosji. Rośliny są szeroko rozpowszechnione w uprawie jako ozdobne. Niektóre gatunki dziczeją z upraw w Ameryce Północnej i Europie. W Polsce rośliną inwazyjną jest tawlina jarzębolistna S. sorbifolia, poza tym w uprawie spotykane są tawlina Kiryłowa S. kirilowii i tawlina kutnerowata S. tomentosa. W naturze gatunki te rosną zwykle na brzegach rzek i strumieni, na terenach skalistych w górach i w lasach. Nazwa naukowa rodzaju nawiązuje do podobieństwa liści do tych, które ma jarząb pospolity Sorbus aucuparia.

## Morfologia
PokrójKrzewy o pędach prosto do góry rosnących lub rozpościerających się, słabo rozgałęzionych, osiągających od metra do 7 m wysokości. Rozrastają się za pomocą kłączy. Pędy obłe, za młodu żółtawe do zielonych, starsze żółto-brązowe do ciemnoczerwonych lub szare. Pędy nagie lub okryte włoskami pojedynczymi lub gwiazdkowatymi.
LiścieOdpadające zimą. Skrętoległe, z przylistkami, nieparzystopierzaście złożone. Przylistki przyrastają do ogonka liściowego, są równowąskie, lancetowate do jajowatych, trwałe. Liście osiągają od 14 do 35 (40) cm długości i składają się z 7 do 33 listków o długości od 1,5 do 17 cm i szerokości 0,2 do 4 cm. Listki są siedzące lub krótkoogonkowe, całobrzegie lub piłkowane, zwykle podwójnie (na jednym ząbku występuje do 6 mniejszych ząbków).
KwiatyObupłciowe, 5-krotne, zebrane w okazałe wiechy na końcach pędów, osiągające do 35 cm długości i składające się nawet z ponad tysiąca kwiatów. Poszczególne kwiaty są drobne, zwykle o średnicy od 7 do 13 mm, osadzone na krótkich szypułkach. Hypancjum jest płytkie, kubeczkowate, o średnicy 1,5–4,6 mm. Trwałych działek kielicha jest 5, są one silnie odgięte, szerokie i krótkie. Płatków korony jest także 5, są one białe, zaokrąglone do jajowatych, na końcu zaokrąglone, u nasady zbiegające, czasem z krótkim paznokciem. Płatki szybko odpadają. Pręcików jest od 20 do 50, o długości podobnej jak płatki korony, część dłuższa od płatków. Owocolistków zwykle 5 (rzadko 4) złączone u nasady, zawierają po 4 do 8 zalążków.
OwoceMieszki nagie lub owłosione, o długości od 3 do 6 mm, zawierają 4 do 8 nasion. Stykają się grzbietami, pękają podłużną szczeliną po dojrzeniu.

## Systematyka
Rodzaj tawuła należy do plemienia Sorbarieae z podrodziny tawułowatych Spiraeoideae i rodziny różowatych (Rosaceae).
Wykaz gatunków
- Sorbaria grandiflora (Sweet) Maxim. (w tym S. pallasii (G.Don) Pojark. wyodrębniana jako gatunek według The Plant List[8])
- Sorbaria kirilowii (Regel & Tiling) Maxim. – tawlina Kiryłowa
- Sorbaria sorbifolia (L.) A.Braun – tawlina jarzębolistna
- Sorbaria tomentosa (Lindl.) Rehder – tawlina kutnerowata

Między gatunkami z tego rodzaju łatwo dochodzi do powstawania mieszańców, zwłaszcza w uprawie, gdy przedstawiciele różnych gatunków rosną obok siebie.

## Zastosowanie
Krzewy tawliny sadzi się jako rośliny ozdobne w parkach i na terenach zieleni osiedlowej. Wymagają gleby wilgotnej, żyznej i przepuszczalnej. Rozmnażane są z nasion, ale też łatwo rozmnażają się wegetatywnie przez podział krzewów lub sadzonki korzeniowe.